# Xavier Jacquelart
Xavier Jacquelart (Leuven, 15 januari 1767 - Brussel, 19 november 1856) was een Belgisch doctor in de rechten en hoogleraar aan de Rijksuniversiteit Leuven.

## Levensloop
Hij was een zoon van de arts Joannes-Remigius Jacquelart uit Nijvel (1721-1809), die hoogleraar was aan de Medische Faculteit van de Universiteit Leuven. Na humaniora-studies in het Leuvense college van de Heilige Drievuldigheid, ging Jacquelart filosofie volgen aan het Paedagogium Porci en werd hij magister artium in 1786. Aansluitend behaalde hij een licentiaat in de rechten (1791).
Hij werd benoemd tot professor in de rechtenfaculteit van de Universiteit Leuven. Na de opheffing van zijn alma mater werd hij professor aan de École de Droit van de Université impériale te Brussel. Toen deze op haar beurt werd opgedoekt, werd hij tot hoogleraar benoemd in de rechtenfaculteit van de nieuwe Rijksuniversiteit Leuven.
Xavier Jacquelart woonde in de Koningstraat in Brussel en was de laatste privé-eigenaar van Wetstraat 12 (het vroegere Hôtel Walckiers, nu het Hotel van Financiën omdat de Belgische ministers van Financiën er kantoor houden).
Jacquelart was de laatste professor van de voormalige Universiteit Leuven die nog in leven was in 1856. Hij was liberaal en jozefist.
Hij was getrouwd met Barbara Leunckens. Samen hadden ze een dochter, Virginie. Geboren in Leuven op 22 fructidor jaar IV (8 september 1796) en overleden in Brussel op 23 september 1886 (90 jaar oud zoals haar vader), trouwde Virginie op 4 oktober 1826 in Brussel met graaf Jacques Jean du Monceau de Bergendal (Groningen, 10 januari 1799 - Brussel, 13 februari 1875).